# Tityus yerenai
Espèce
Tityus yerenai est une espèce de scorpions de la famille des Buthidae.

## Distribution
Cette espèce est endémique de l'État d'Amazonas au Venezuela. Elle se rencontre vers Manapiare.

## Description
Le mâle holotype mesure 65,79 mm et la femelle paratype 68,97 mm.

## Étymologie
Cette espèce est nommée en l'honneur d'Edgard Yerena.

## Publication originale
- González-Sponga, 2009 : « Biodiversidad en Venezuela. Aracnidos. Descripcion de cuatro nuevas especies del genero Tityus Koch, 1836 (Escorpiones: Buthidae) de los estados Bolivar y Amazonas. » Revista de investigación, vol. 33, no 66, p. 227-255.